# 청사: 낙천결계
《청사: 낙천결계》(중국어: 双世青蛇)는 2019년 개봉한 중국의 판타지 액션 영화다. 뤄샤오이, 지아밍 마 등이 주연하고 서비가 감독을 맡았다.

## 출연
- 뤄샤오이 - 소유 역
- 지아밍 마 - 심애 역